# Luca Moro
Luca Moro, né le 27 février 1973 à Cagliari et mort le 15 mars 2014 à Milan, était un pilote automobile italien qui a participé notamment au championnat FIA GT ainsi qu'à l'Intercontinental Le Mans Cup.

## Biographie

### Débuts et suspension pour dopage
Sa carrière débute notamment avec un engagement en championnat FIA GT mais en 2006, à l'occasion des 24 Heures de Spa, il est contrôlé positif à la Benzoylecgonine, principal métabolite de la cocaïne. Il est ainsi suspendu deux ans.

### Retour et participation aux 24 Heures du Mans
Luca Moro revient alors en sport automobile en participant à la Formule Le Mans Cup 2009 au sein de l'équipe française DAMS.
L'année suivante, il pilote en International GT Open. Durant la même année, il revient à l'endurance automobile avec un engagement en Le Mans Series dans la catégorie FLM au sein du Hope Polevision Racing. Ainsi, il remporte les célèbres 1 000 kilomètres de Spa en FLM avec Steve Zacchia et Wolfgang Kaufmann. C'est sa seule victoire de la saison et la seule également durant sa carrière au haut niveau.
Il poursuit son engagement dans ce championnat lors des saisons 2011 et 2012. Cette année-là, il participe pour la seule et unique fois aux 24 Heures du Mans au volant d'une Lola B12/80 mais il abandonne peu avant cinq heures de course. Il pilote également lors de trois manches du championnat du monde d'endurance FIA 2012, à savoir les 6 Heures de Spa, les 6 Heures de São Paulo et les 6 Heures de Bahreïn.

### Décès
Il est hospitalisé le 6 mars 2014 à Milan. Il décède le 15 mars, apparemment d'une tumeur au cerveau.

## Palmarès
- 1 000 kilomètres de Spa 2010 : Victoire FLM.

## Résultats en compétition automobile

### Résultats aux 24 Heures du Mans
| Année | Équipe | Équipiers                         | Voiture     | Classe | Tours | Pos. | Class Pos. |
| ----- | ------ | --------------------------------- | ----------- | ------ | ----- | ---- | ---------- |
| 2012  | Lotus  | Thomas Holzer (en) Mirco Schultis | Lola B12/80 | LMP2   | 155   | Abd  | Abd        |